# 공산 안씨
공산 안씨(公山安氏)는 충청남도 공주시를 본관으로 하는 한국의 성씨이다.

## 역사
시조 안익(安翊)은 고려 말기 문하찬성사(門下贊成事)를 지내고, 조선이 건국되자 참찬문하부사(參贊門下府事)에 올랐다. 시호는 정평(靖平)이다.
안익(安翊)의 손자인 안덕손(安德孫) 1447년(세종(世宗) 29년) 문과에 급제하여 천안군수(天安郡守)와 형조좌랑(刑曹佐郞)을 역임하였다.

## 같이 보기
- 삼봉 정도전
- 황효원
- 천안 박씨
- 상주 황씨
- 해미 강씨